# Kenneth McKellar
Kenneth McKellar (Paisley, 23 juni 1927 - North Lake Tahoe, 9 april 2010) was een Schotse zanger.
Hij studeerde bosbouwkunde aan de universiteit van Aberdeen, na eerst in deze sector gewerkt te hebben, ging hij dan als operazanger naar het Royal College of Music.
Hij vertegenwoordigde het Verenigd Koninkrijk op het Eurovisiesongfestival 1966 met A man without love en haalde het tot dan toe slechtste resultaat binnen voor het land, de 9de plaats, pas in 1978 zou het land het slechter doen. Toch bewees hij het land een dienst, de BBC kwam in de volgende jaren met het grote geschut op de proppen en stuurde bekende namen om geen ontgoocheling meer te krijgen, dat lukte wonderwel in de volgende 4 jaar met 2 overwinningen en 2 tweede plaatsen.
In april 2010 wordt kanker bij hem ontdekt en sterft bij zijn dochter thuis op 9 april.
1957: Patricia Bredin · 
1959: Pearl Carr & Teddy Johnson · 
1960: Bryan Johnson · 
1961: The Allisons · 
1962: Ronnie Carroll · 
1963: Ronnie Carroll · 
1964: Matt Monro · 
1965: Kathy Kirby · 
1966: Kenneth McKellar · 
1967: Sandie Shaw · 
1968: Cliff Richard · 
1969: Lulu · 
1970: Mary Hopkin · 
1971: Clodagh Rodgers · 
1972: The New Seekers · 
1973: Cliff Richard · 
1974: Olivia Newton-John · 
1975: The Shadows · 
1976: Brotherhood of Man · 
1977: Lynsey de Paul & Mike Moran · 
1978: Co-Co · 
1979: Black Lace · 
1980: Prima Donna · 
1981: Bucks Fizz · 
1982: Bardo · 
1983: Sweet Dreams · 
1984: Belle & The Devotions · 
1985: Vikki Watson · 
1986: Ryder · 
1987: Rikki · 
1988: Scott Fitzgerald · 
1989: Live Report · 
1990: Emma · 
1991: Samantha Janus · 
1992: Michael Ball · 
1993: Sonia · 
1994: Frances Ruffelle · 
1995: Love City Groove · 
1996: Gina G · 
1997: Katrina & the Waves · 
1998: Imaani · 
1999: Precious · 
2000: Nicki French · 
2001: Lindsay Dracass · 
2002: Jessica Garlick · 
2003: Jemini · 
2004: James Fox · 
2005: Javine Hylton · 
2006: Daz Sampson · 
2007: Scooch · 
2008: Andy Abraham · 
2009: Jade Ewen · 
2010: Josh Dubovie · 
2011: Blue · 
2012: Engelbert Humperdinck · 
2013: Bonnie Tyler · 
2014: Molly · 
2015: Electro Velvet · 
2016: Joe & Jake · 
2017: Lucie Jones · 
2018: SuRie · 
2019: Michael Rice · 
2021: James Newman ·
2022: Sam Ryder ·
2023: Mae Muller ·
2024: Olly Alexander ·
2025: Remember Monday
- Biblioteca Nacional de España: XX1068649
- Bibliothèque nationale de France: cb13941966m (data)
- Gemeinsame Normdatei: 134617762
- International Standard Name Identifier: 0000 0000 7778 1889
- Library of Congress Control Number: no94003620
- Nationale Bibliotheek van Letland: 000325924
- MusicBrainz: d66a99f5-8dd0-4c25-a141-8850b13cc50a
- SNAC: w6kp9118
- Système universitaire de documentation: 15632413X
- Virtual International Authority File: 71582586
- WorldCat: E39PBJtcFTKfgC3C6cGgcJJ7HC